# Hayanari Shimoda

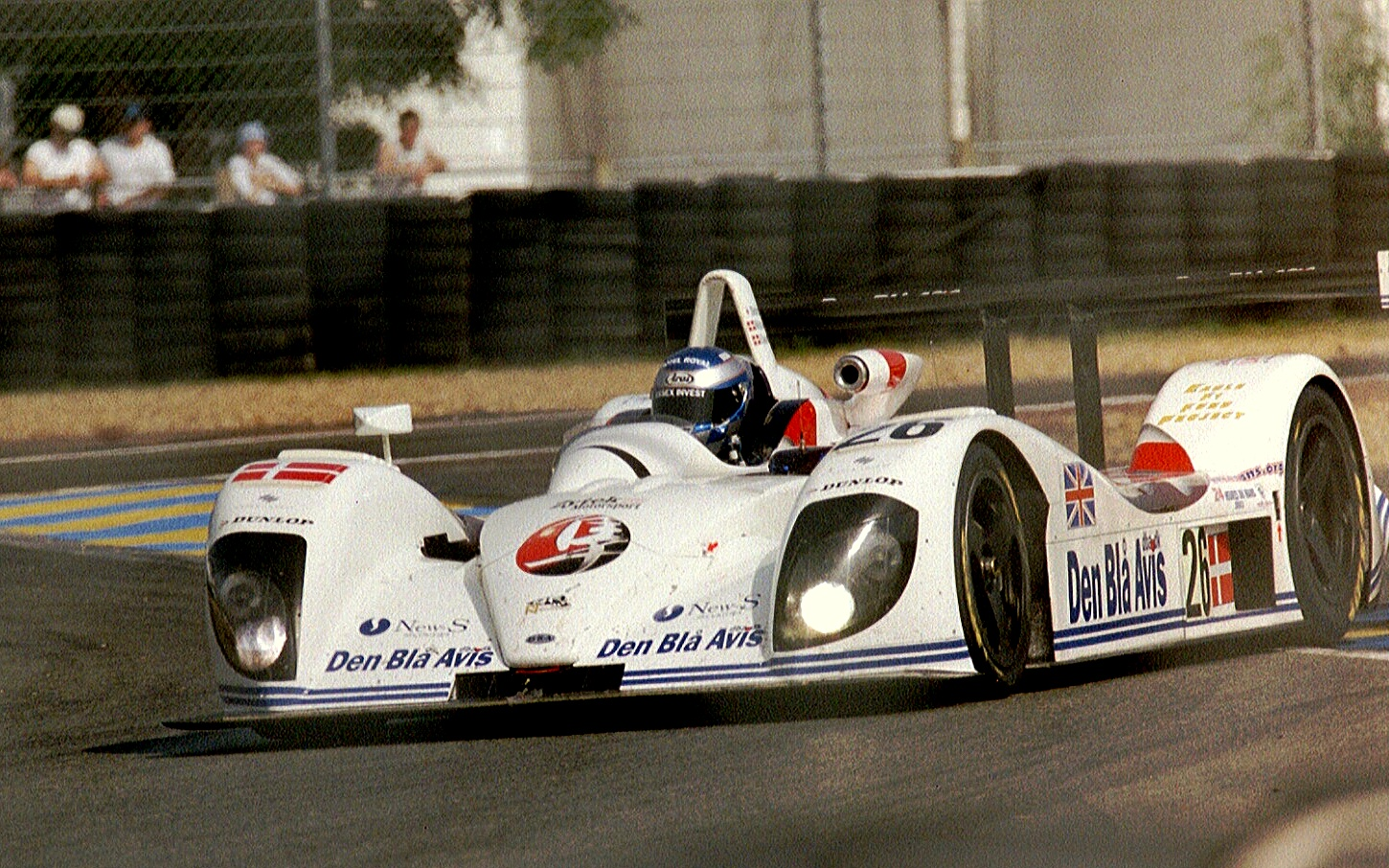
Der DBA 4-03S von Casper Elgaard, John Nielsen und Hayanari Shimoda beim 24-Stunden-Rennen von Le Mans 2003

Hayanari Shimoda (jap. 下田 隼成, Shimoda Hayanari; * 16. Juli 1984 in Tokio) ist ein ehemaliger japanischer Automobilrennfahrer.

## Monoposto
Shimoda startete seine Karriere im Kartsport und kam 2001 nach Europa, um eine Saison in der italienischen Formel-Renault-Meisterschaft zu bestreiten. 2002 fuhr er sowohl in der japanischen GT-Meisterschaft als auch in der europäischen und der britischen Formel-Renault-Meisterschaft. Shimoda blieb lange in der Formel Renault, der Sprung in eine höhere Monoposto-Klasse wollte ihm nicht gelingen. Für das Team Super Nova war 2005 ein Engagement in der GP2-Serie geplant. Das Team ersetzte Shimoda jedoch vor dem ersten Rennen durch Adam Carroll. Shimoda fuhr dann einige Rennen für das A1-Team-Japan, allerdings blieben hier ebenfalls die zählbaren Ergebnisse aus; Shimoda fiel mehr durch Unfälle und Kollisionen auf.
2006 konnte Shimoda sich einen Cockpitplatz in der Formel Renault 3.5 sichern. Er fuhr dort für das Team Victory bis auf das letzte Rennwochenende alle Rennen, konnte aber keine nennenswerten Erfolge erzielen und landete auf dem 23. Platz der Gesamtwertung.

## Sportwagen
Deutlich erfolgreicher ist Shimoda im Sportwagen. Für Zytek gewann er im Rahmen der Le Mans Series 2005 die 1000-km-Rennen auf dem Nürburgring und die 1000 km von Spa und schloss die Saison mit dem dritten Gesamtrang ab. 2007 fuhr er erneut in der Le Mans Series, diesmal für das Team Arena International. In der Gesamtwertung wurde er jedoch nur 31.
In der American Le Mans Series konnte Shimoda bislang einen Sieg in Laguna Seca (2005) erzielen. 2007 war er bei diesem Rennen erneut am Start, wurde aber nur 10.
Bei den 24 Stunden von Le Mans war er bisher zweimal am Start. 2003 auf einem DBA, unter anderem mit John Nielsen als Partner, erreichte er mit Rang 23 seine bisher einzige Platzierung an der Sarthe. 2004 war er im Team von Zytek die Verstärkung für David Brabham und Andy Wallace. Der schnelle, aber unzuverlässige Prototyp fiel knapp vor Halbzeit mit Motorschaden aus.

## Statistik

### Le-Mans-Ergebnisse
| Jahr | Team                   | Fahrzeug  | Teamkollege    | Teamkollege   | Platzierung | Ausfallgrund |
| ---- | ---------------------- | --------- | -------------- | ------------- | ----------- | ------------ |
| 2003 | RN Motorsports Ltd     | DBA 4-03S | Casper Elgaard | John Nielsen  | Rang 22     |              |
| 2004 | Zytek Engineering Ltd. | Zytek 04S | Andy Wallace   | David Brabham | Ausfall     | Motorschaden |

### Sebring-Ergebnisse
| Jahr | Team           | Fahrzeug  | Teamkollege  | Platzierung | Ausfallgrund    |
| ---- | -------------- | --------- | ------------ | ----------- | --------------- |
| 2003 | RN Motorsports | DBA 4-03S | John Nielsen | Ausfall     | Getriebeschaden |